# Lécito

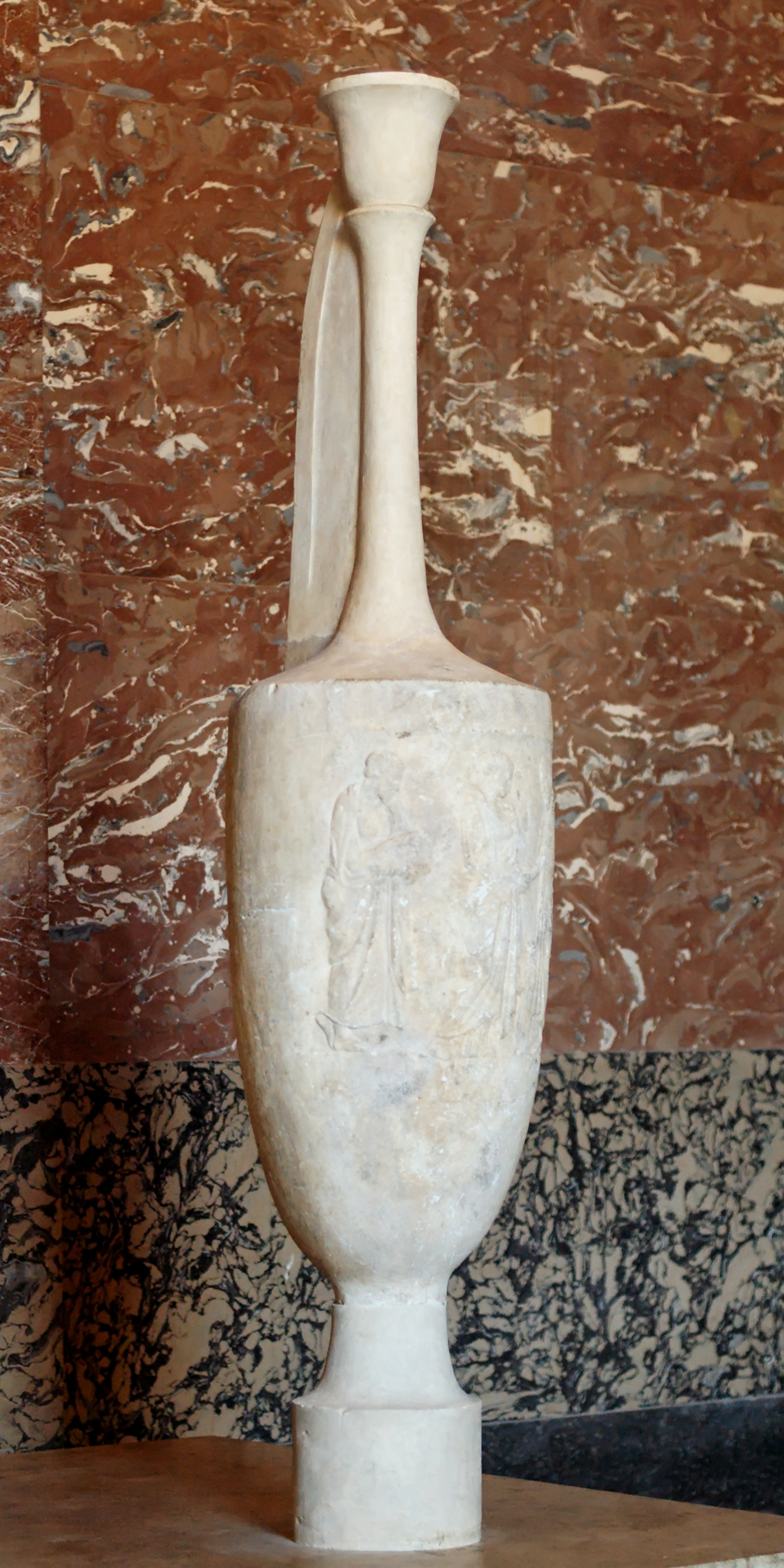
Lécito funerario de mármol, h.400 a. C., altura: 83 cm. Museo del Louvre

Lécito o lếkythos (en griego antiguo: λήκυθος, romanizado: lḗkythos, en griego dórico: λάκυθος/lakythos, en latín: lecythus) es un vaso o recipiente cilíndrico alto o globular para aceite perfumado o ungüentos con un cuello estrecho, boca en forma de embudo  y un asa vertical y una base baja, hermano del alabastrón y el aríbalo. También tenía formas similares al aríbalo o alabastrón), y servía principalmente como ofrenda sacrificial (en tumbas y santuarios), pero también se usaba ocasionalmente en baños y palestras.

## Historia y uso
Los lécitos se utilizaban como frascos para aceite y ungüentos. El nombre «lécito» se refería a una amplia variedad de botellas y recipientes para aceite en Grecia, incluyendo, entre otros, el aríbalo. El nombre de este tipo de vaso es de origen prehelénico, es decir, los griegos lo adquirieron de una lengua y cultura anteriores.
En la antigua Grecia,  se utilizaban no solo en la vida cotidiana en aniversarios o ciertas festividades, o en las ceremonias religiosas, en los rituales funerarios se usaba para la unción del cuerpo.
Los familiares (o incluso amigos y conocidos) acudían a la tumba de un ser querido, y la decoraban con cintas de lana, flores o coronas y depositaban un regalo de sacrificio en la tumba, que era un lécito de cerámica (también lutróforos para las tumbas de los jóvenes que morían prematuramente), decorado principalmente con delicadas imágenes melancólicas sobre un fondo blanco.
Los primeros lécitos de cerámica ática decorados con la técnica de figuras negras se elaboraron en el siglo VI a. C. y posiblemente se inspiraron en la cerámica corintia. Las formas iniciales eran redondeadas u ovaladas, posiblemente basadas en el aríbalo corintio. La forma inicial del lécito de hombro ático se desarrolló alrededor del 560 a. C. y se canonizó como tipo básico a finales de siglo.
En Atenas, el lécito como regalo de sacrificio para la tumba aparece alrededor del 600 a. C., pero se convirtió en el regalo más popular para los muertos entre el  470 y el 410 a. C. Algunos lécitos tenían un recipiente falso en su interior para reducir la cantidad de aceite que dejaban. El nombre del tipo de vaso es de origen pregriego, es decir, los griegos lo habían adquirido de una lengua y cultura anteriores.

## Tipología y uso
El lécito es una botella cilíndrica, alargada y delgada, con un cuello estrecho que se estrecha hacia abajo. Tiene una boca estrecha y profunda, un cuello delgado, una base baja y un asa vertical que nace del hombro y se curva hacia la parte inferior del cuello. El borde interior afilado de la boca en forma de copa evitaba que el aceite se derramara. Algunos lécitos tienen una cámara interior más pequeña, lo que significa que pueden contener menos aceite del que parece desde el exterior. Su altura suele ser de unos 20 a 50 cm. Los lécitos para lápidas,, más grandes miden aproximadamente un metro de altura. La decoración pictórica de los lécitos áticos del período clásico se caracterizó especialmente por el uso de la técnica de fondo blanco.
El lécito se asemeja al aríbalo en muchos aspectos, pero suele ser más alto. Una forma intermedia entre el lécito y el aríbalo es el lécito aríbalístico.
Los tipos de lécito Se conocen cinco formas principales de lecitos: tipo Deyanira, lécitos cilíndricos (tipo, estándar y secundarios), bulbosos, lécitos con forma de hombro y lécito con forma de bellota.

### Lécito de Deyanira
La lécito de Deyanira es la forma original de lécito, producida a principios del siglo VI a. C. Se elaboraba especialmente en cerámica corintia. Se caracteriza por su forma oval y su hombro redondo. De pequeño tamaño (20 cm), fue producido desde el principio de la época de las figuras negras hasta la mitad del siglo VI a. C. 

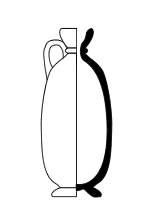
Forma del lécito de Deyanira, por fuera y por dentro.
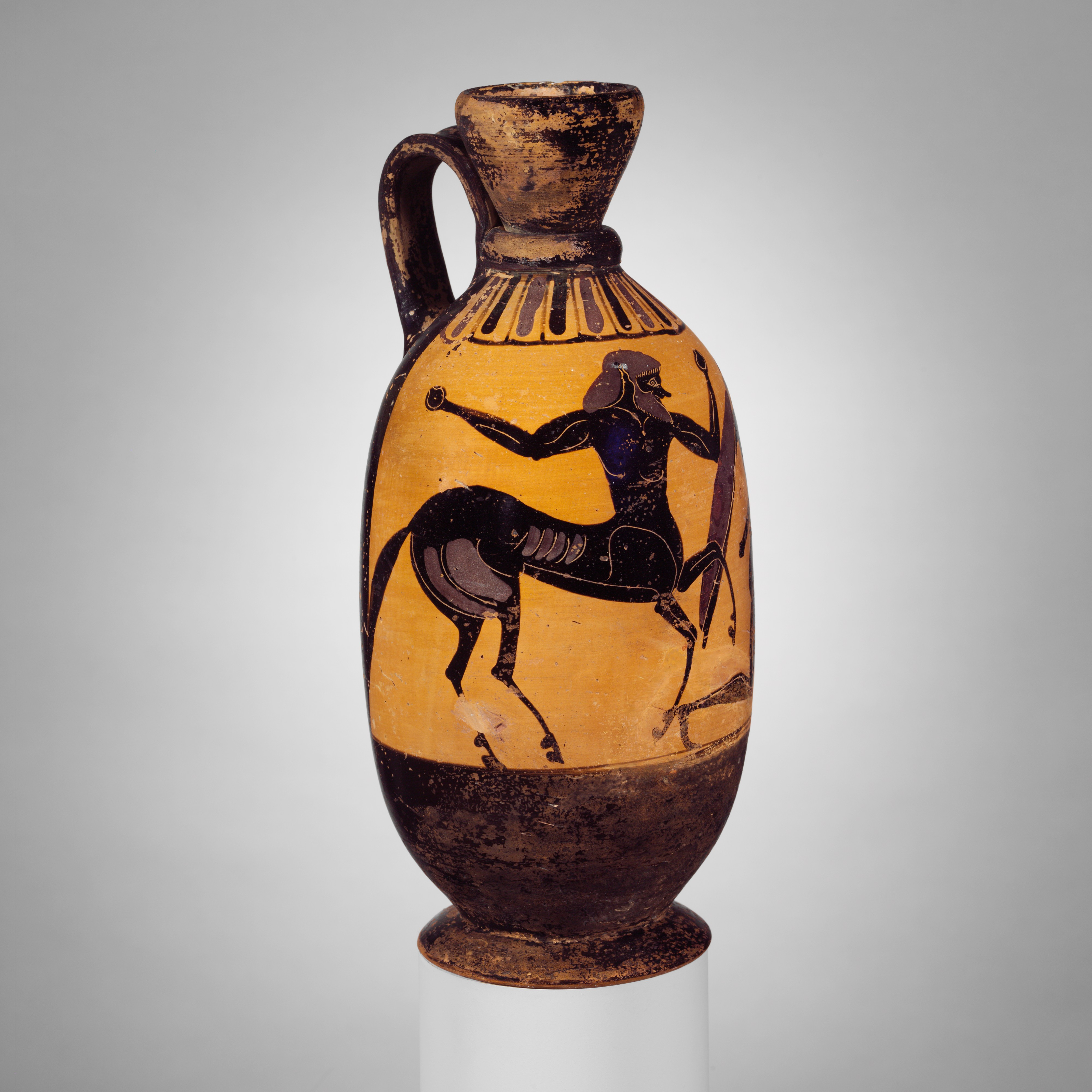
Lécito de Deyanira, c. 575–550 a. C.
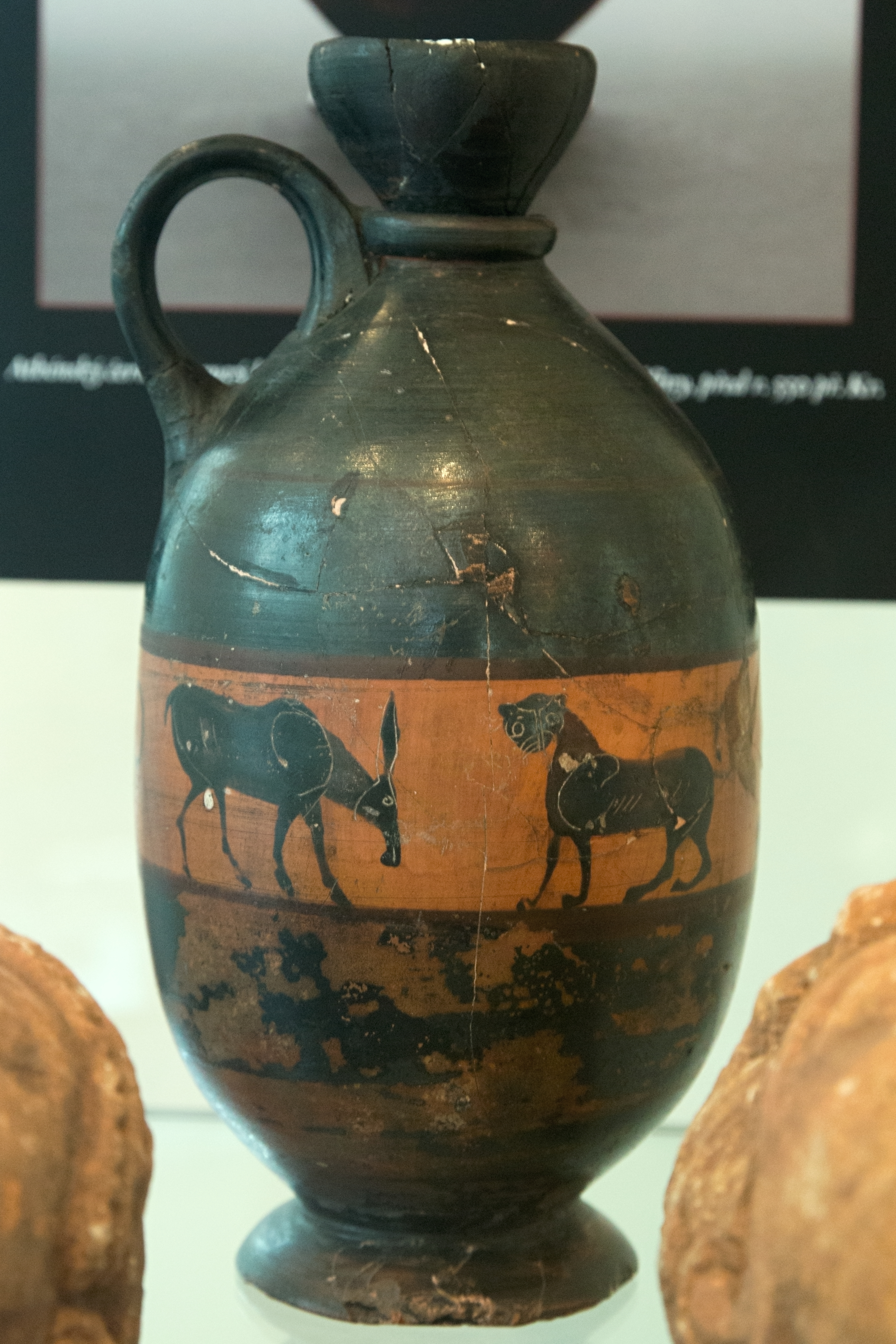
Lécito de Deyanira, c. 550 a. C.
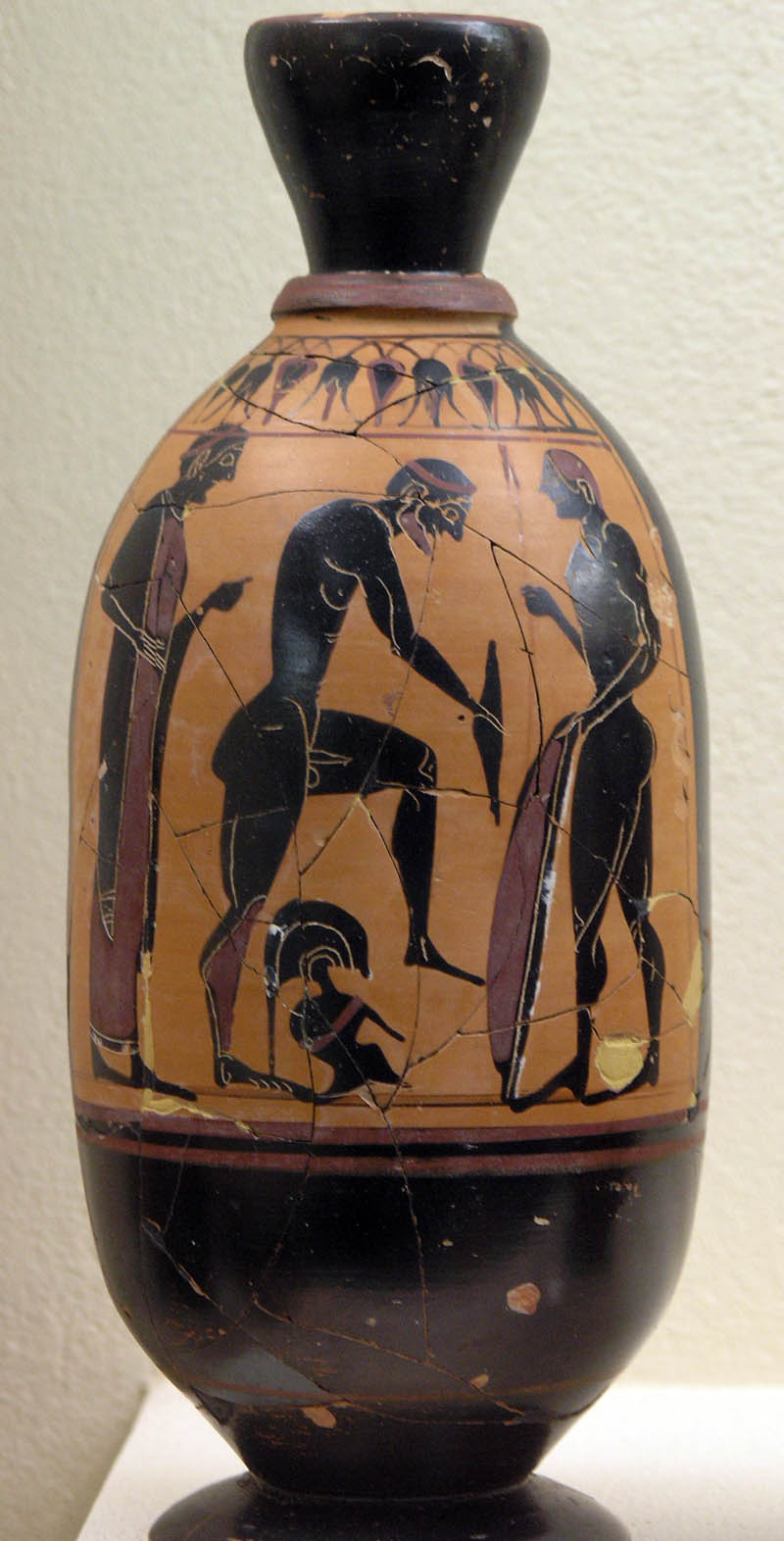
Lécito de Deyanira, c. 550 a. C.
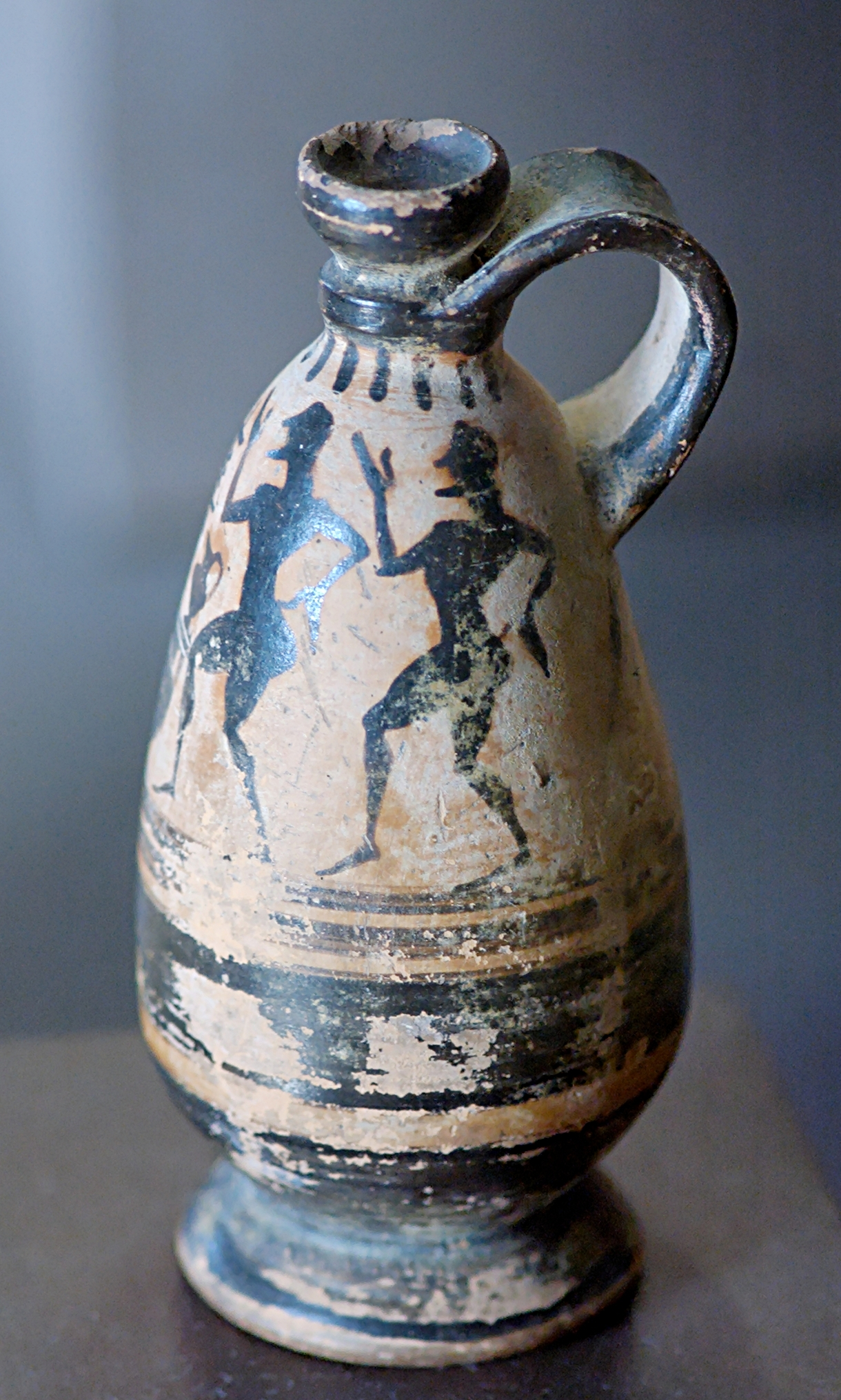
Lécito de Deyanira, c. 550 a. C.

### Lécito con hombros
El tipo secundario, conocido con el nombre de «lécito con hombros» (mitad del siglo V a. C.), es una variación del tipo cilíndrico: el diámetro es más ancho a nivel del hombro y el vaso se estrecha hacia abajo. La mayoría tienen el fondo blanco y miden alrededor de 20 cm.  Este tipo se desarrolló alrededor del 560 a. C., al mismo tiempo que la hidria con hombros y el ánfora de cuello. Aún se decoraban principalmente con figuras negras.  Fue uno de los soportes preferidos por el Pintor de Amasis.

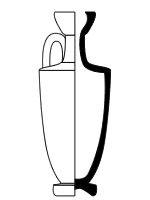
Forma del lécito con hombros por dentro y por fuera
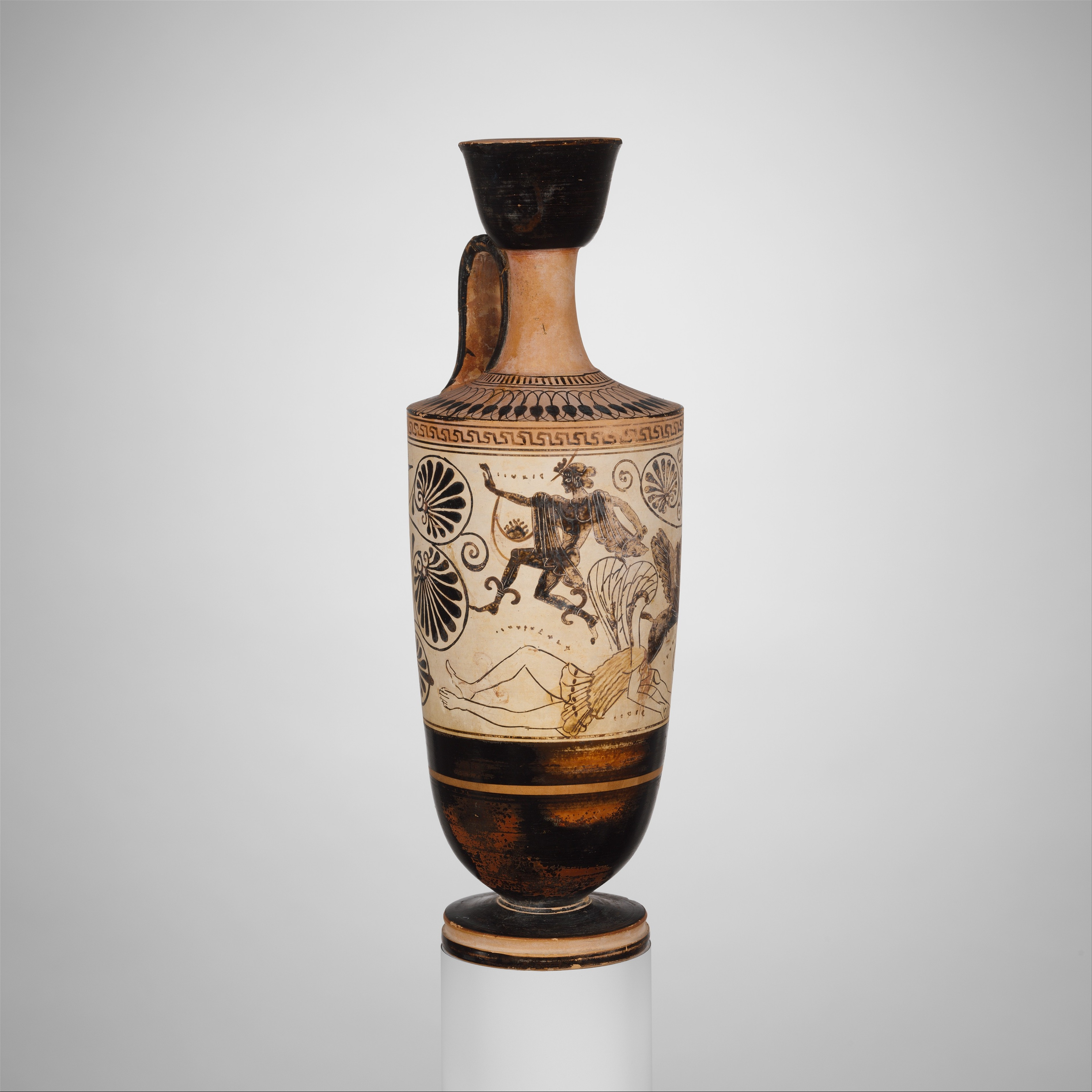
Lécito con hombros, c. 500 a. C.
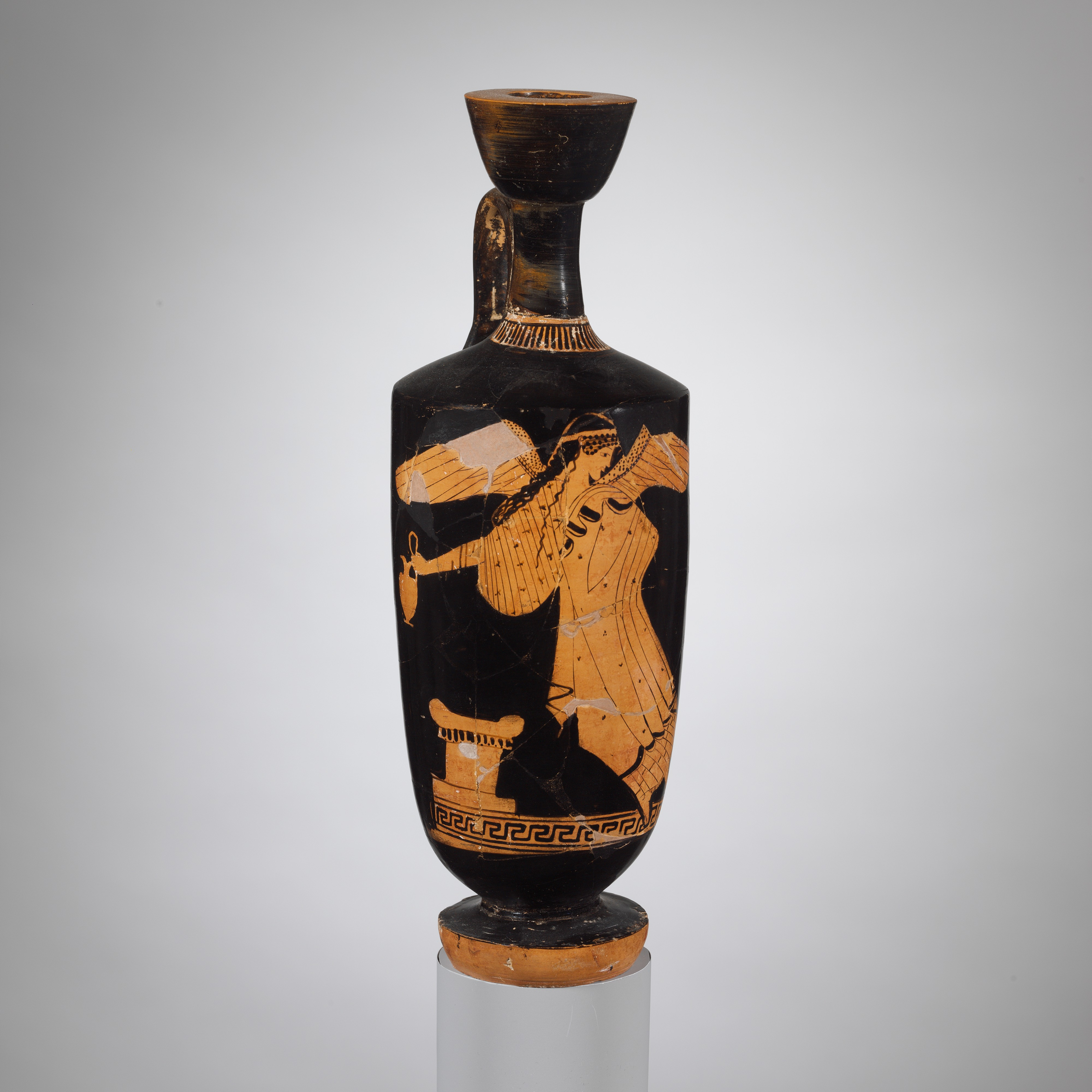
Lécito con hombros, c.  480–470 a. C.
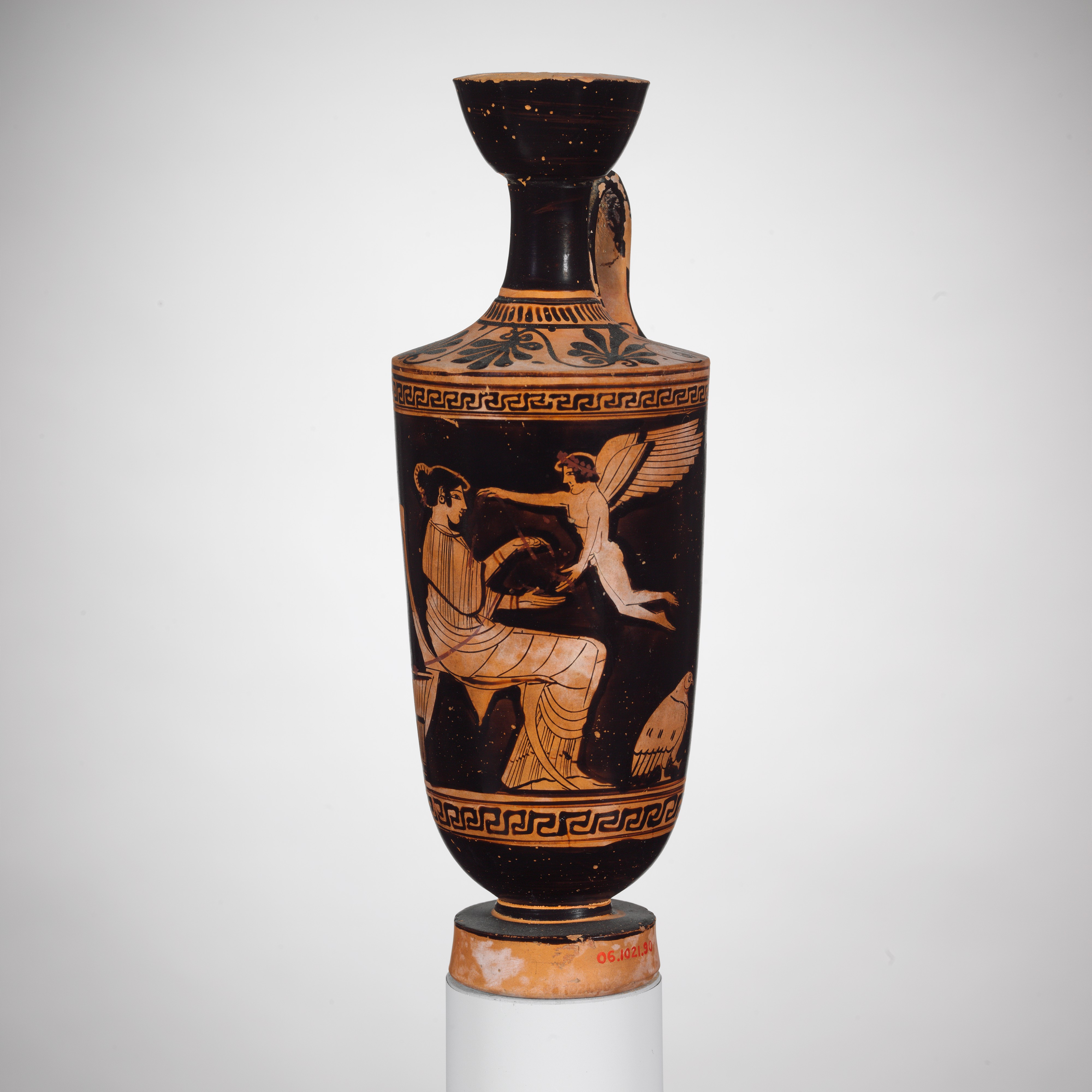
Lécito con hombros, c. . 480–470 a. C.
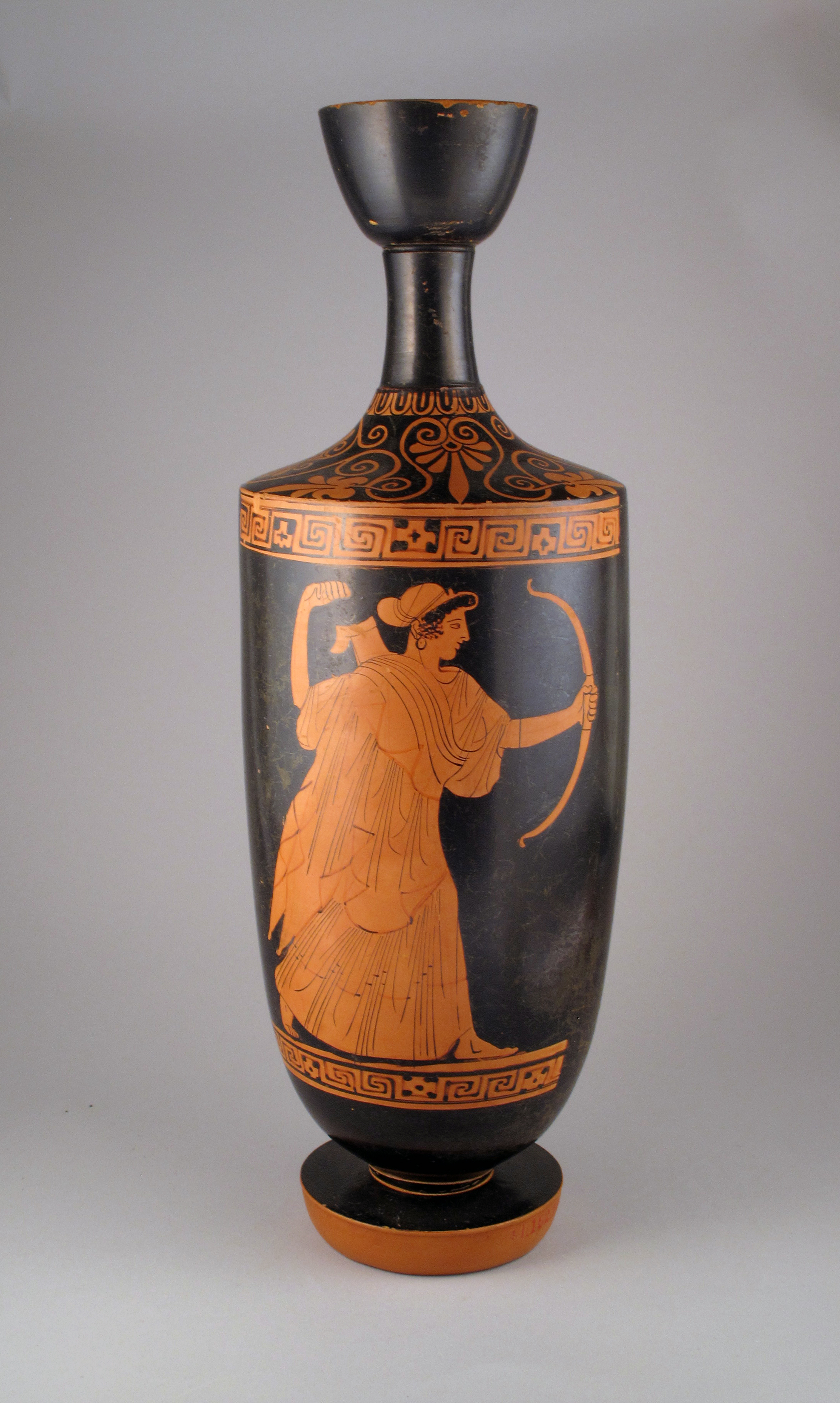
Lécito con hombros, c.  460–450 a. C.

### Lécito cilíndrico
El lécito cilíndrico recibe su nombre porque su cuerpo es uniformemente cilíndrico hasta que se estrecha hacia el pie en la parte inferior. Este tipo se desarrolló alrededor del 535-500 a. C. y fue la forma dominante en el siglo V a. C. Se elaboraban especialmente en la cerámica ática. Se decoraban generalmente con la técnica de fondo blanco.

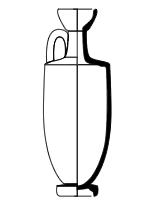
Forma externa e interna de un lécito cilíndrico.
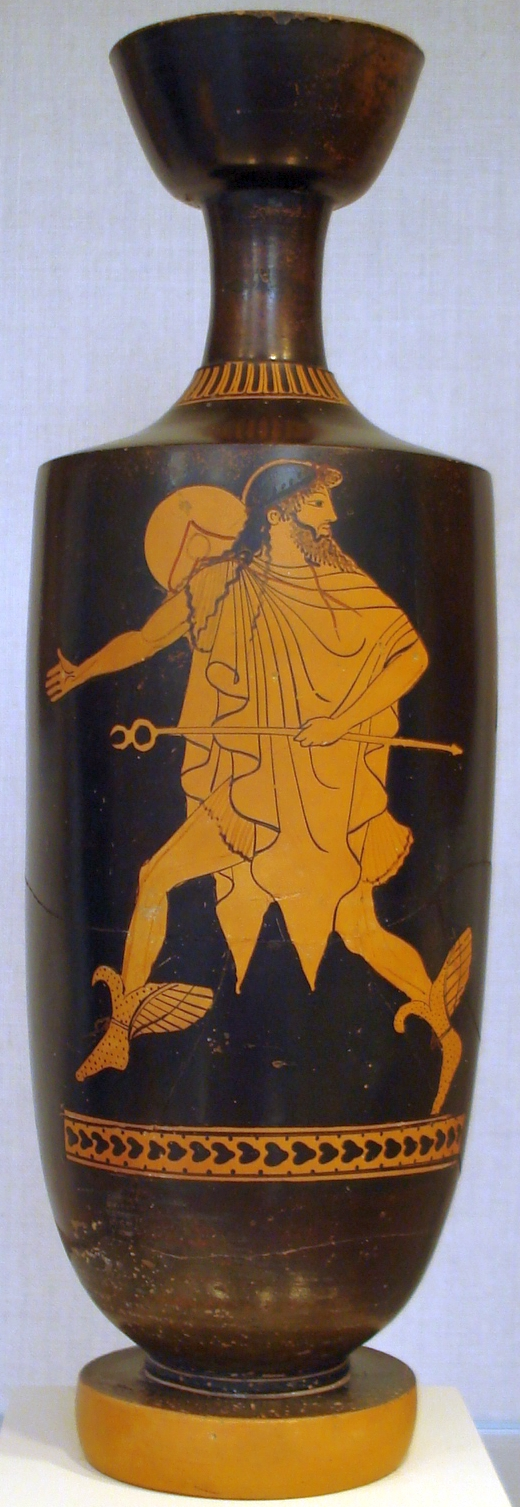
Lécito cilíndrico, c. 480-470 a. C.
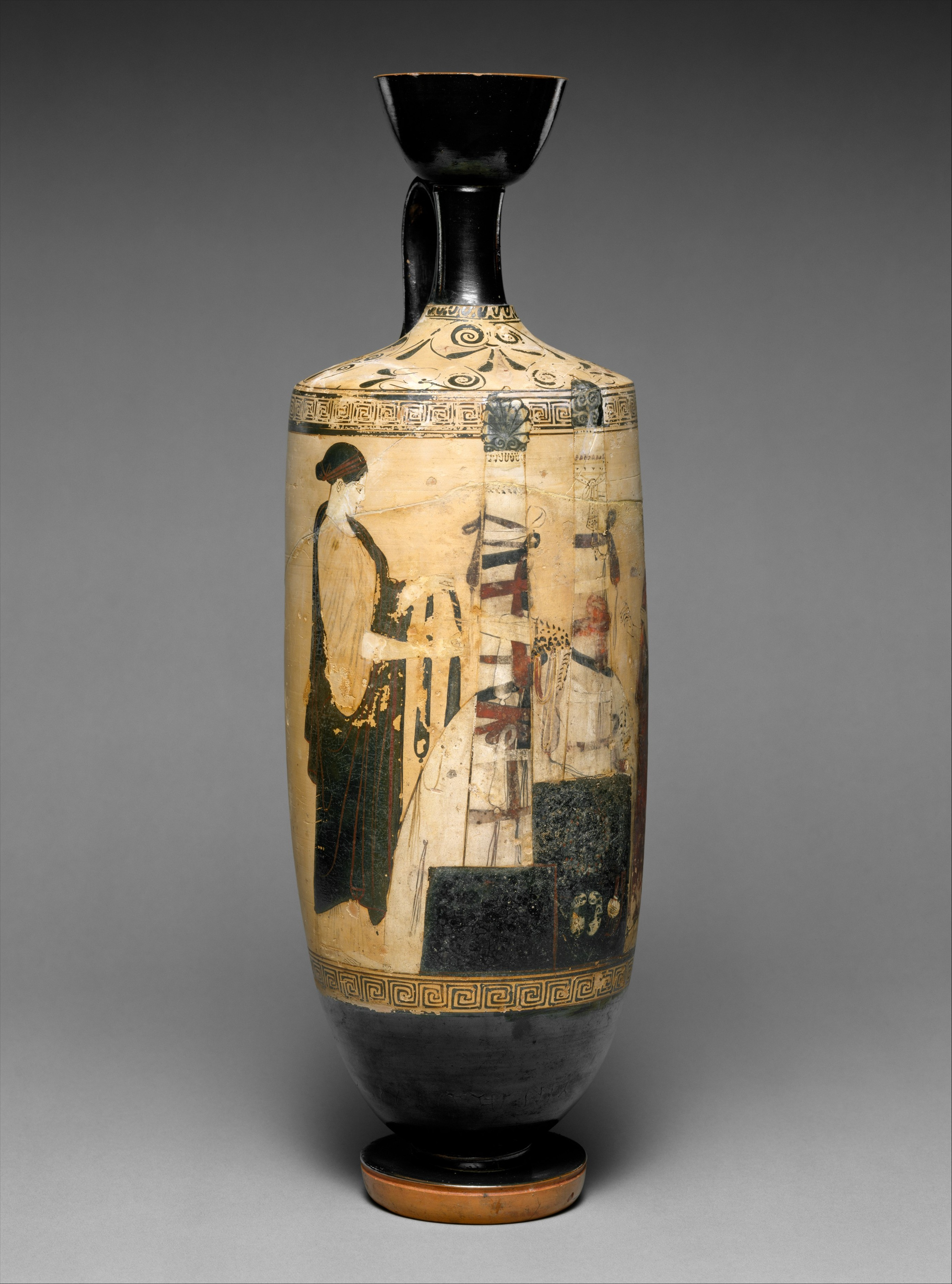
Lécito cilíndrico, c 460–450 a. C.
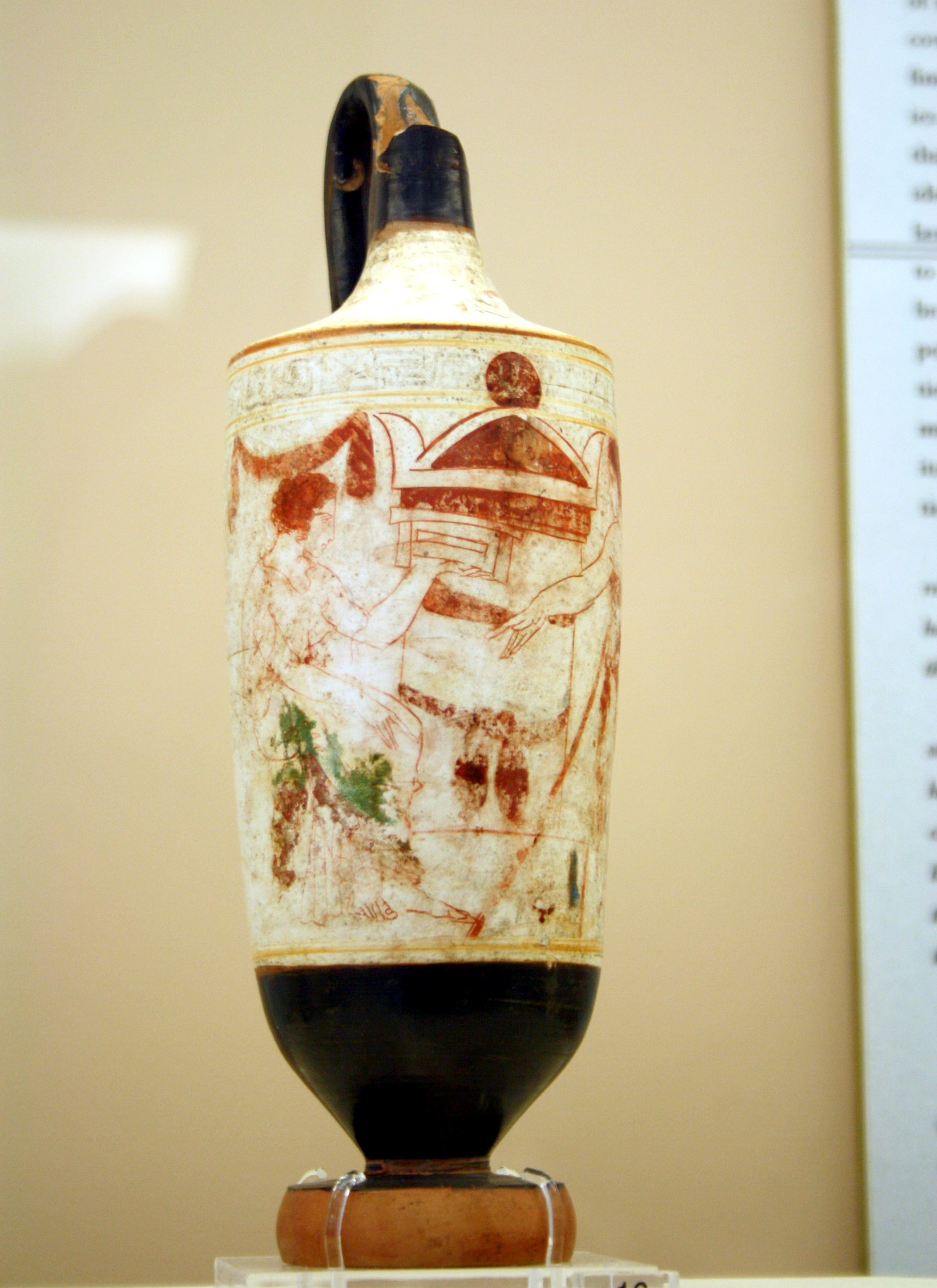
Lécito cilíndrico, c 420 a. C.
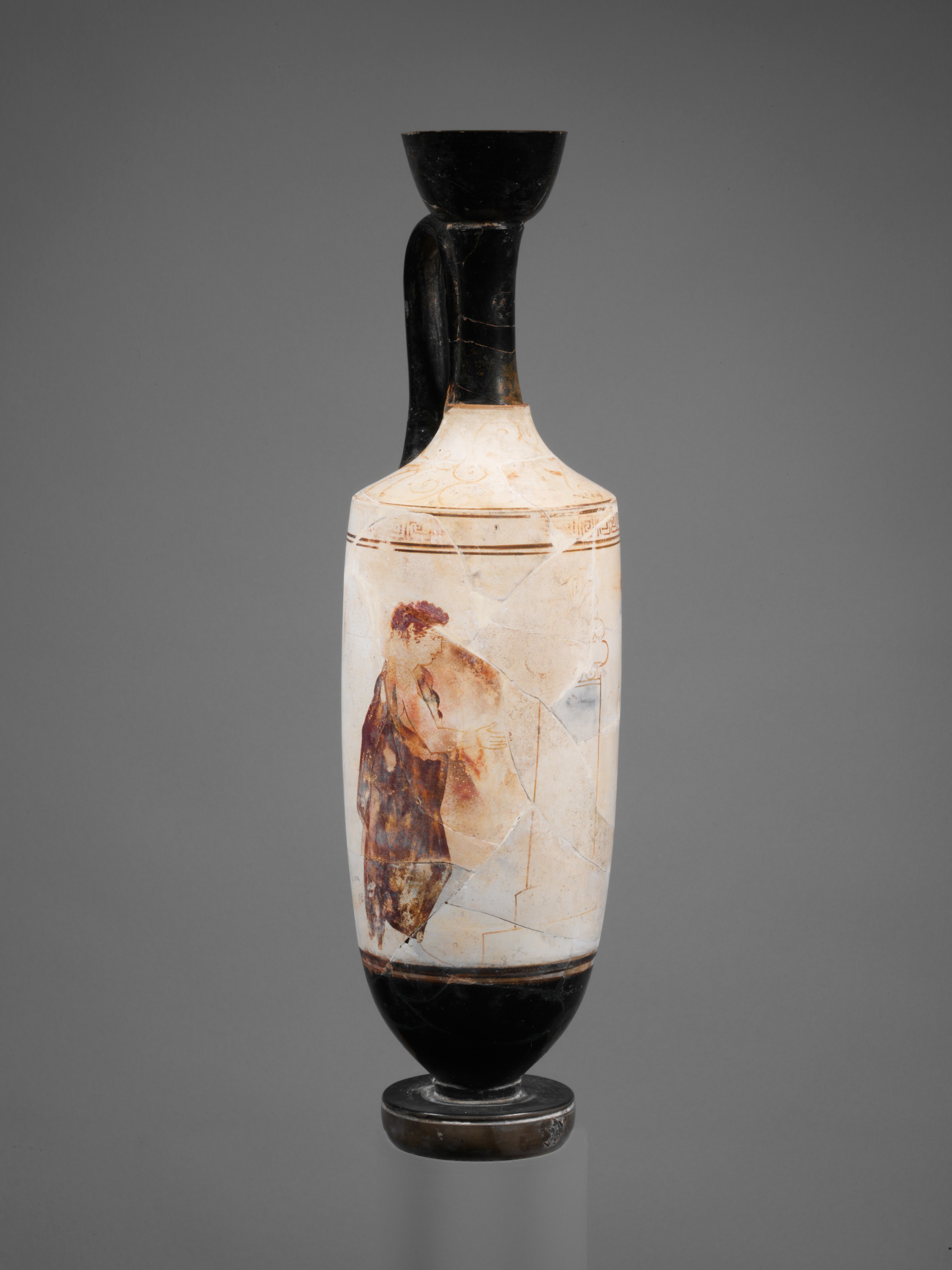
Lécito cilíndrico, cn. 420 a. C.

### Lécito aribalístico
El lécito aribalístico, de moda en el siglo V a. C., parece un lécito truncado: tiene la panza esférica y el fondo llano y el hombre no aguzado. La base y el pie son anchos. Se trata principalmente de pequeños vasos de menos de 20 cm. Muchas formas posteriores son del estilo de Kerch  o derivan de la cerámica del sur de Italia.

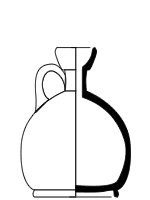
Forma del lécito aribalístico, por dentro y por fuera.
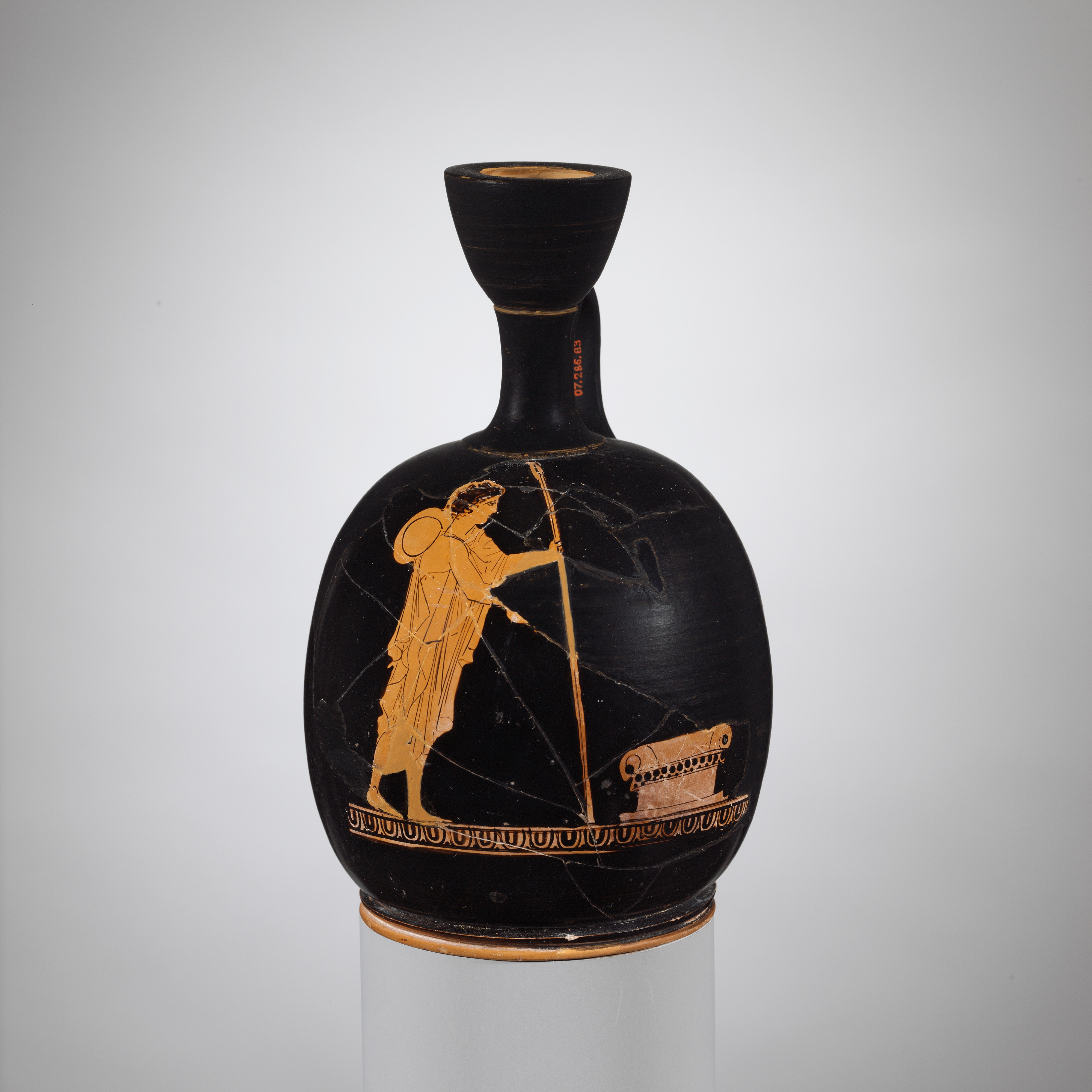
Lécito aribalístico, c. 450 a. C.
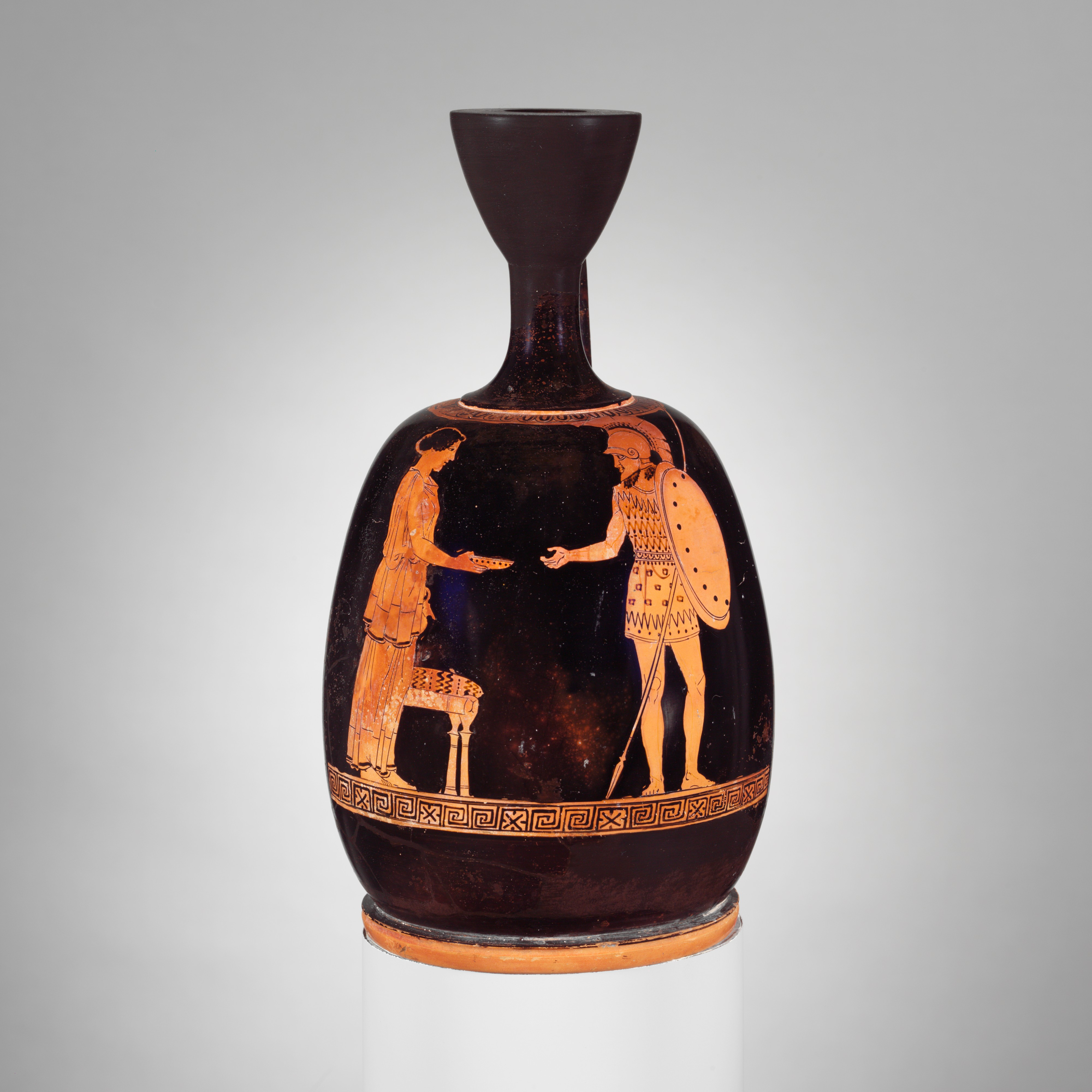
Lécito aribalístico, c. 440 a. C.
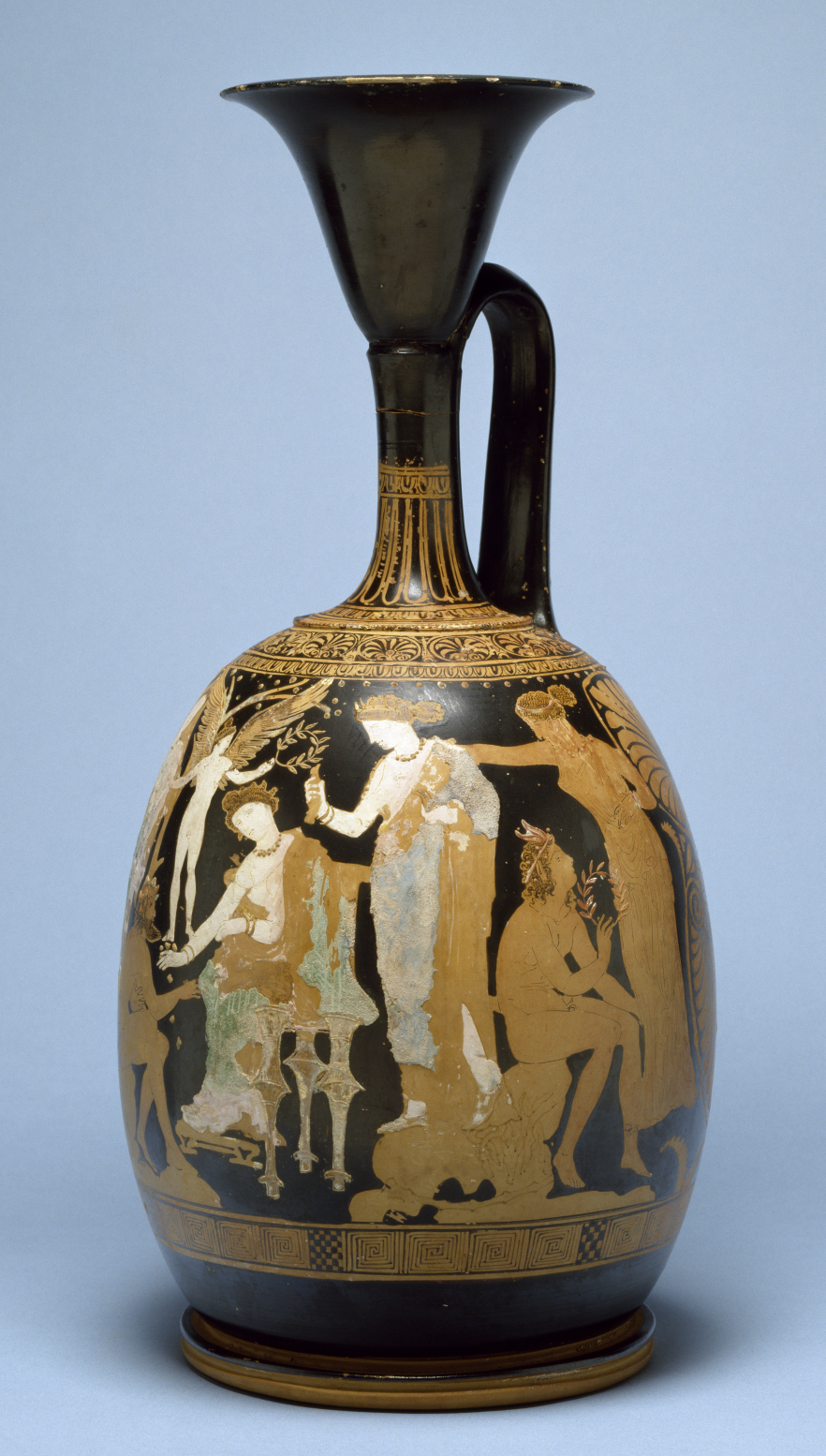
Lécito aribalístico, estilo de Kerch, c. 350 a. C.
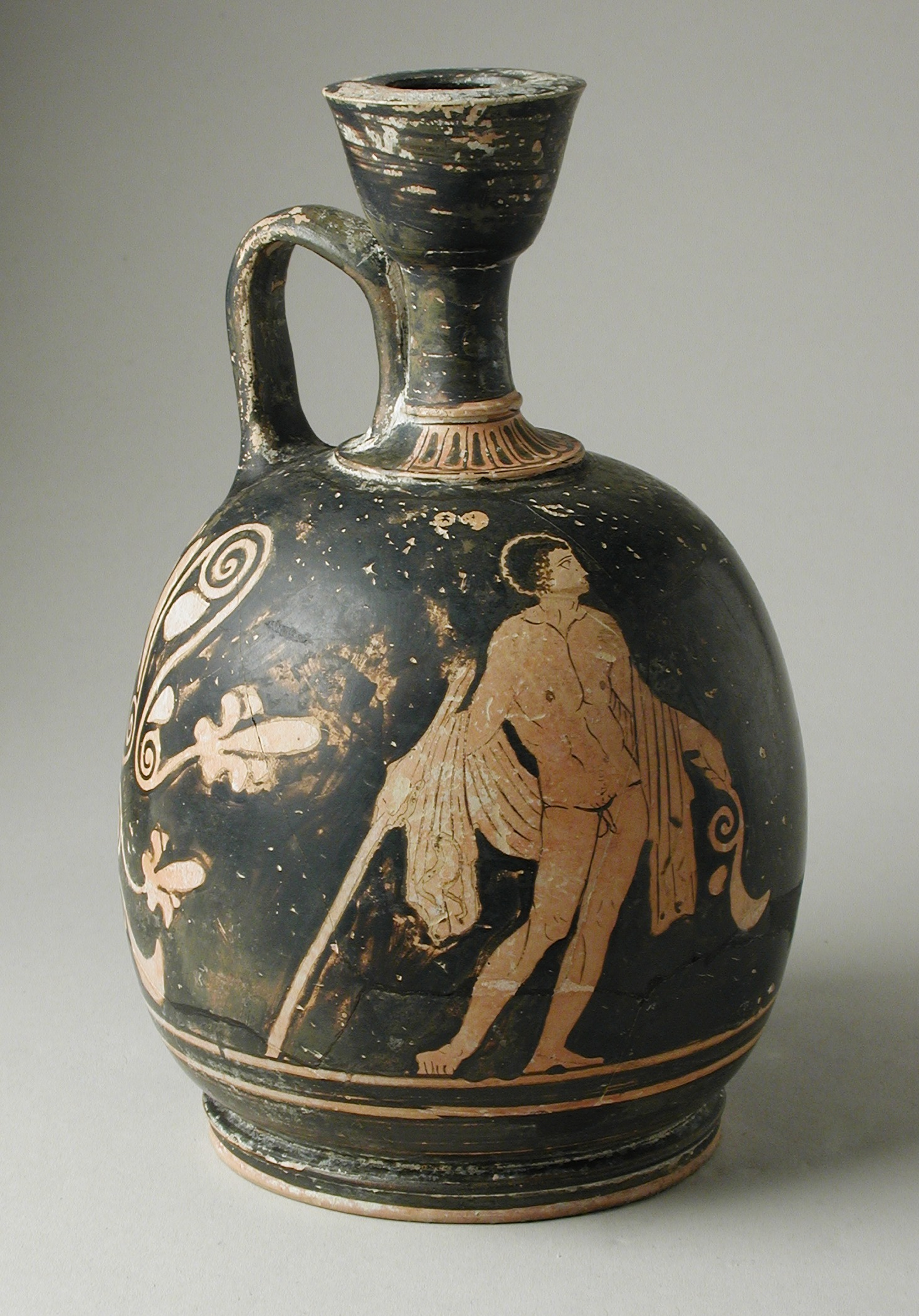
Lécito aribalístico, c. 300- a. C.

### Lécito tipo bellota
El tipo «bellota» (acorn lekythos) es de forma oval con un filete de puntos en relieve en la base de la panza, que recuerda a una bellota. Este tipo, bastante poco común, fue producido  a finales del siglo V a. C.

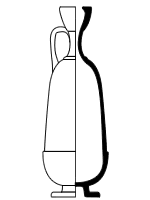
Lécito de tipo bellota por dentro y por fuera.
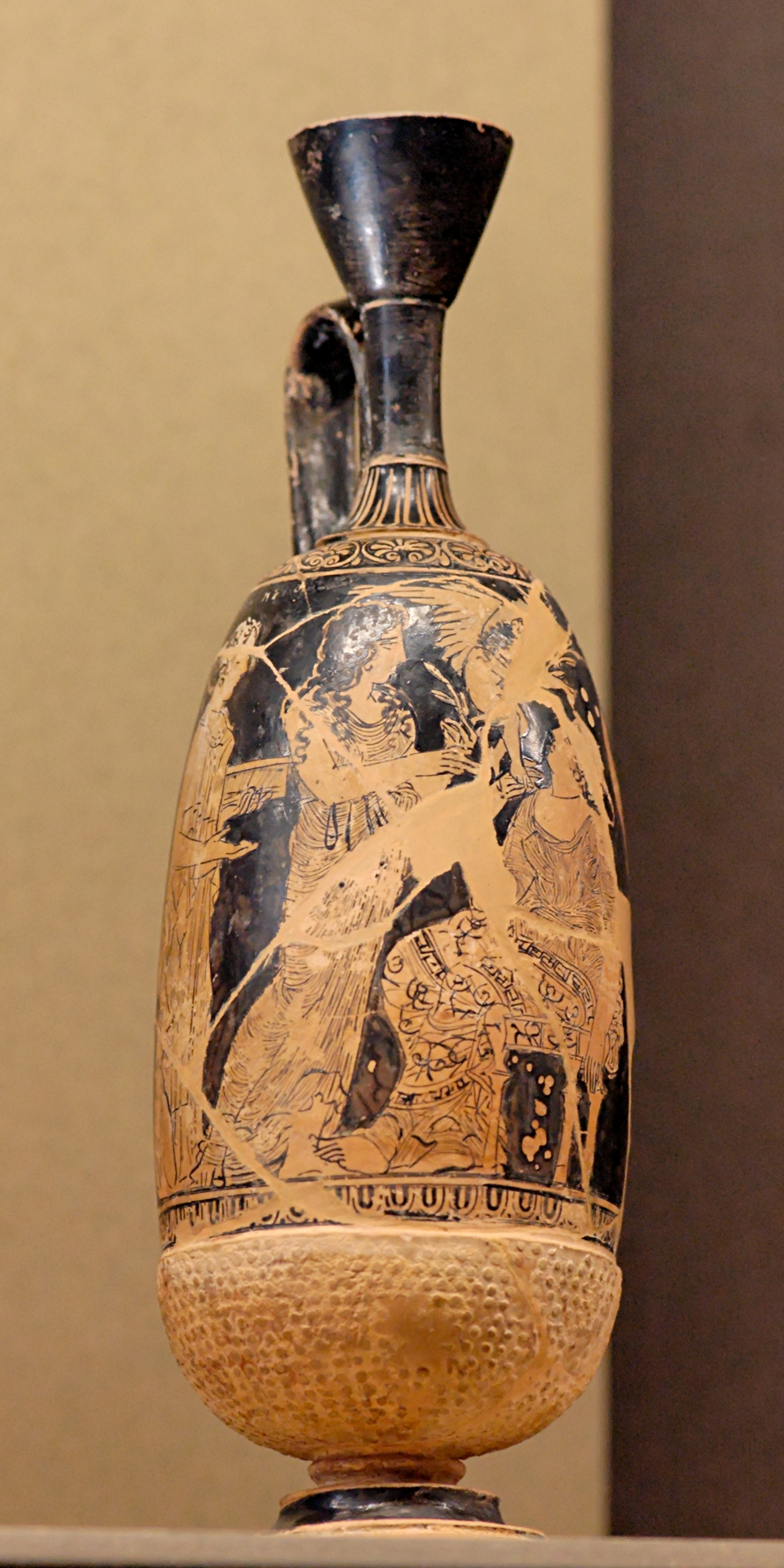
Lécito de tipo bellota, c. 410–400 a. C.

## Decoración
Los lécitos son decorados también con figuras rojas, las figuras negras con una técnica particular, la de fondo blanco. Este estilo aparece al final del siglo VI a. C., como variante del estilo de figuras negras: la panza es recubierta de un engobe blanco, las siluetas son pintadas en negro, los detalles eran incisos.

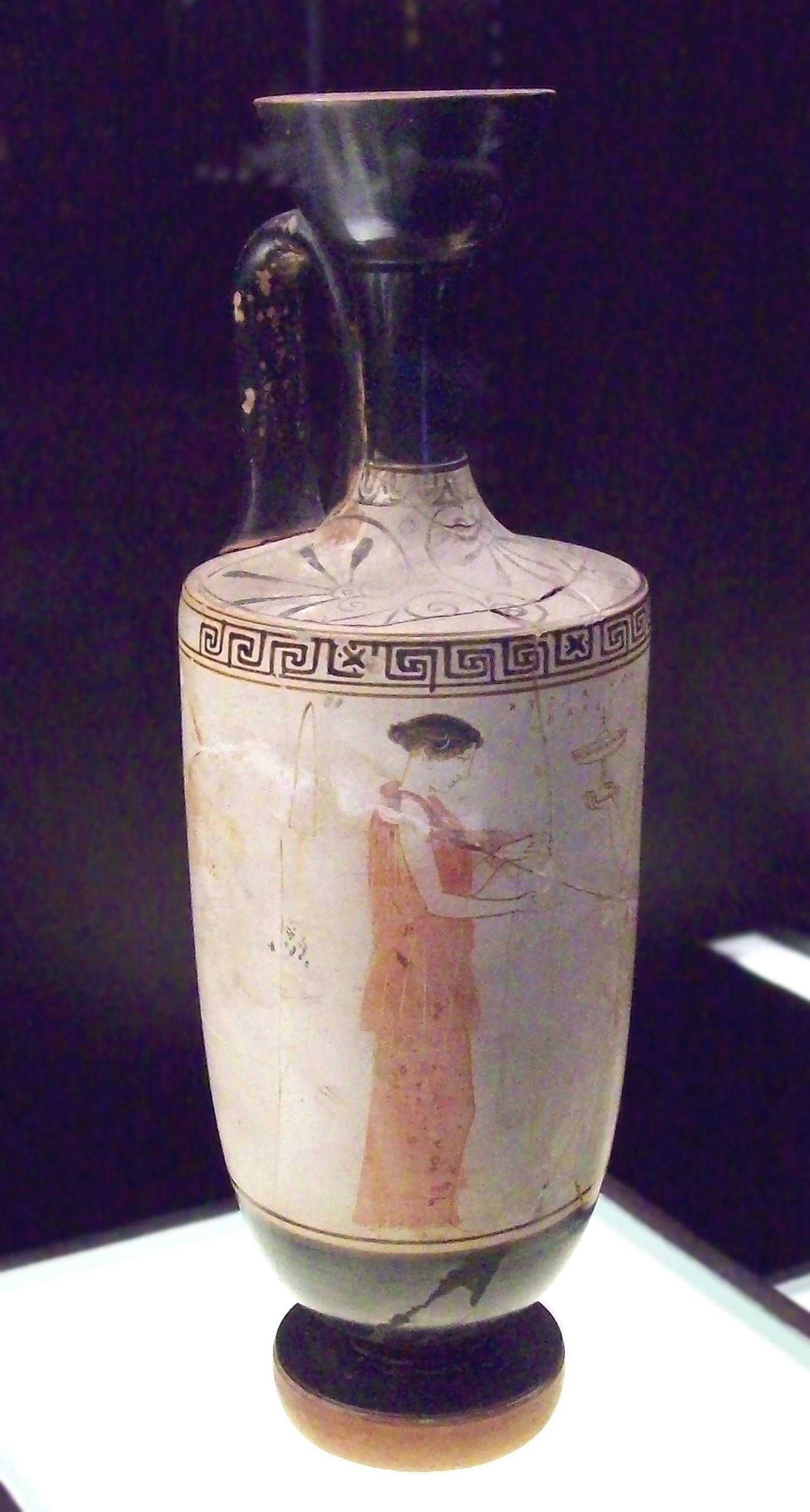
Lécito ático de fondo blanco del Pintor de Aquiles (440 a. C., M.A.N., Madrid)

Evolucionó al mismo tiempo que los progresos efectuados en las figuras rojas: el dibujo se hace a trazos, primero con pintura negro brillante, después mate, rojo o negro. Los colores secundarios hacen su aparición, principalmente para los cabellos o las pañerías marrón-púrpura, ocre. Otros colores más frágiles eran añadidos tras la cocción: verdes, azules y malvas. Desafortunadamente, pocos de estos pigmentos han sobrevivido. Estos lécitos son un buen testimonio de lo que debió ser la pintura mural clásica.
Al ser más frágil los de fondo blanco, los vasos fueron primero realizados bajo pedido. A partir de 470–460 a. C., el estilo se relega a los lécitos funerarios, depositados en la tumba: no son manejados más que una sola vez y no son sometidos a la intemperie. Consecuencia de esta evolución, la iconografía evoluciona: portadores antes de escenas variadas, los vasos representan en adelante escenas funerarias. Son escenas de despedida o lamento, pero también representaciones del difunto como era en vida, por ejemplo sentado delante de su tumba, como se espera de los visitantes. En algunos casos, el pintor ha incluso representado un lécito al lado del difunto. Algunas escenas son de inspiración mitológica, así Caronte haciéndole atravesar la Estigia, Hermes psicopompo acompañando al difunto, o Hipnos y Tánatos llevándoselo al más allá.

### Lécito de Hipnos y Tánatos

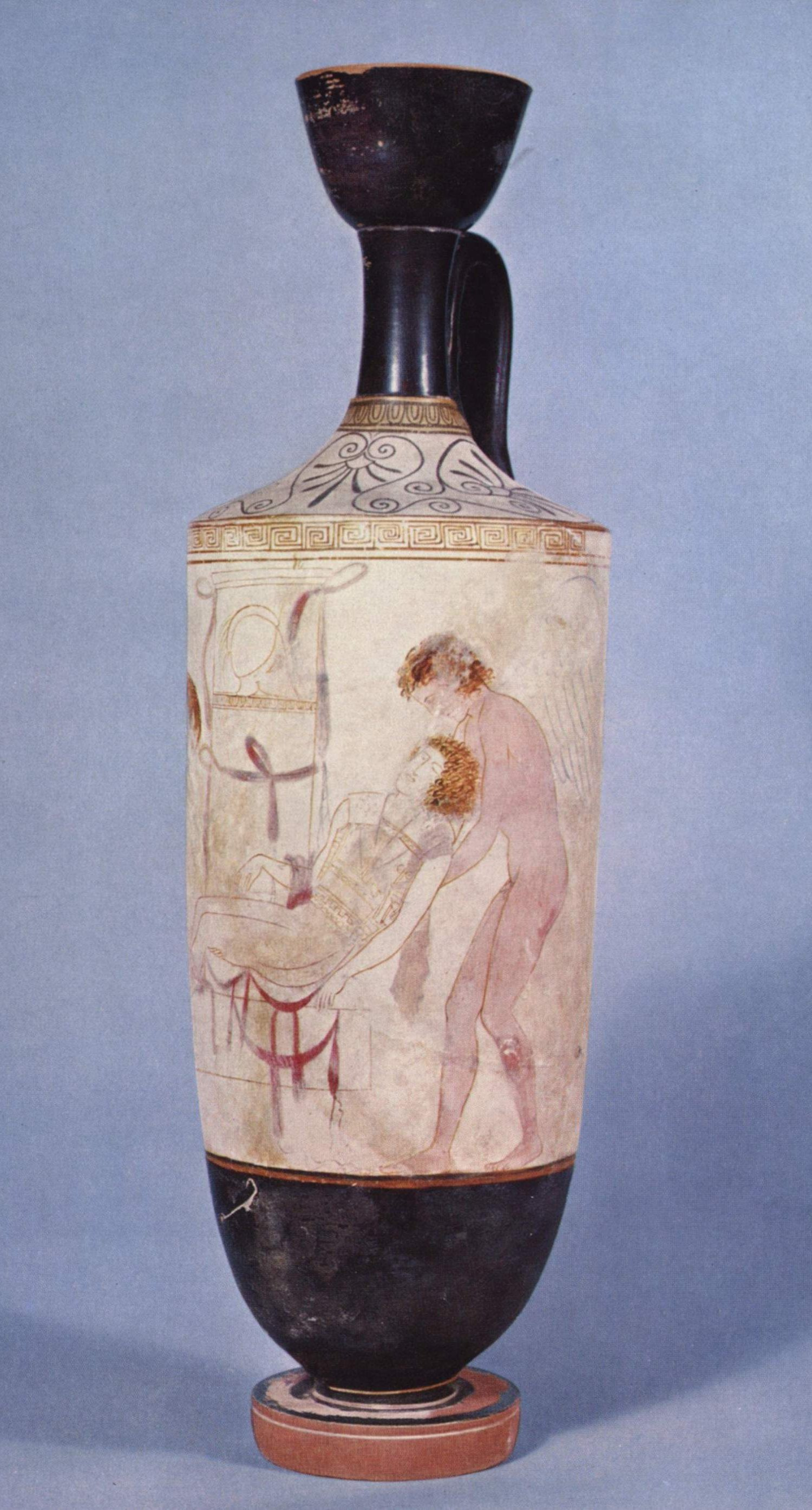
Lécito de Hipnos y Tánatos, con fondo blanco del Pintor de Tánatos, v. 440 a. C., 49 cm. Museo Británico.

El pintor de Aquiles (activo a mitad del siglo V a. C.) y el pintor de Tánatos (probablemente su alumno) son los pintores más productivos en materia de lécitos funerarios, lo que representa la mitad de la obra del primero y la totalidad de la del segundo. El Pintor de Tánatos debe su nombre al gran lécito (48 cm) de la figura 2: a la izquierda. En él puede verse a Tanatos (la Muerte), barbudo, sosteniendo los pies del difunto, mientras que su hermano Hipnos (el Sueño), aquí representado lampiño, le sujeta por los hombros. Se trata de un tema clásico, habitualmente reservado a los héroes muertos. Un casco corintio aparece sobre la tumba, dejando así suponer que el muerto es un soldado o simple mortal. El hecho de que los colores hayan cambiado a tonos marrones, indica que la policromía original fue bastante limitada.